# Castro Daire
Castro Daire ist eine Kleinstadt (Vila) und ein Kreis (Concelho) in Portugal mit 4557 Einwohnern (Stand 19. April 2021).

## Geografie
Castro Daire liegt am Rio Paiva, unterhalb der bis zu 1381 Meter hohen Serra de Montemuro. Etwa 30 km südlich liegt die Distrikthauptstadt Viseu, etwa 30 km nördlich Lamego.

## Geschichte
Funde und Ausgrabungen belegen eine vorgeschichtliche Besiedlung des heutigen Kreisgebietes, darunter jungsteinzeitliche Antas und Dolmen in der Gemeinde Monteiras, Mamoas in Almofala, und Felszeichnungen in Picão. Aus der Castrokultur stammen die Wallburgen in Moledo (Castro da Maga) und in Cabril (Castro de Canbril).
Im 2. Jahrhundert v. Chr. wurde das Gebiet römisch. Eine Römerstraße durchlief das heutige Kreisgebiet, auch römische Keramik und Münzen wurden hier gefunden. Die im 19. Jahrhundert errichtete Brücke Ponte Pedrinha geht  zudem auf eine römische Brücke zurück. Nach dem Einfall germanischer Stämme im 5. Jahrhundert wurde das Gebiet im Anschluss arabisch, nach der Einnahme der iberischen Halbinsel durch die Mauren ab dem 8. Jahrhundert.
Der heutige Kreis wurde im Verlauf des ab 1139 erfolgreichen Unabhängigkeitsbestrebens des Königreich Portugals gegründet. Erste Stadtrechte erhielt Castro Daire von Portugals erstem König, Afonso Henriques, allerdings ist kein exaktes Datum überliefert. Die Stadtrechte wurden 1514 von König Manuel I. erneuert. Im Verlauf der Verwaltungsreformen nach der Liberalen Revolution 1822 und dem anschließenden Miguelistenkrieg erfuhr der Kreis Castro Daire deutliche Erweiterungen.

## Kultur und Sehenswürdigkeiten
Zahlreiche Ausgrabungen und Funde sind im Kreis zu sehen, darunter die archäologische Ausgrabungsstelle Portas de Montamuro in der Gemeinde Cabril.
In der Gemeinde Mamouros liegt das Thermalbad Termas do Carvalhal. Verschiedene, teils thematische Wanderwege sind im Kreis angelegt. Zudem bieten eine Reihe eingerichteter Aussichtspunkte (Miradouros) weite Ausblicke.
Zu den Baudenkmälern zählen u. a. einige Herrenhäuser, historische öffentliche Gebäude, Brücken, Brunnen, Mühlen, und eine Vielzahl Sakralbauten. Auch der historische Ortskern als Ganzes steht unter Denkmalschutz.
Die Casa-Museu Maria da Fontinha ist ein 1984 fertiggestelltes Kunstmuseum, das sich insbesondere durch Verbindungen zur brasilianischen Kunstszene hervorgetan hat. Weitere kulturell relevante Orte sind das Stadtmuseum Museu Municipal de Castro Daire, das Museum Exposição Etnográfica do Mezio, das sich den Traditionen und der Volkskultur widmet, und das ethnografische Museum Museu Etnográfico do Rancho Folclórico “As Morenitas” de Alva des lokalen Volkstanz-Vereins.

## Sport
Der Fußballverein Grupo Desportivo Parada spielte zuletzt (2012/2013) in der Série C der IIIª Divisão (4. Liga).

## Verwaltung

### Der Kreis

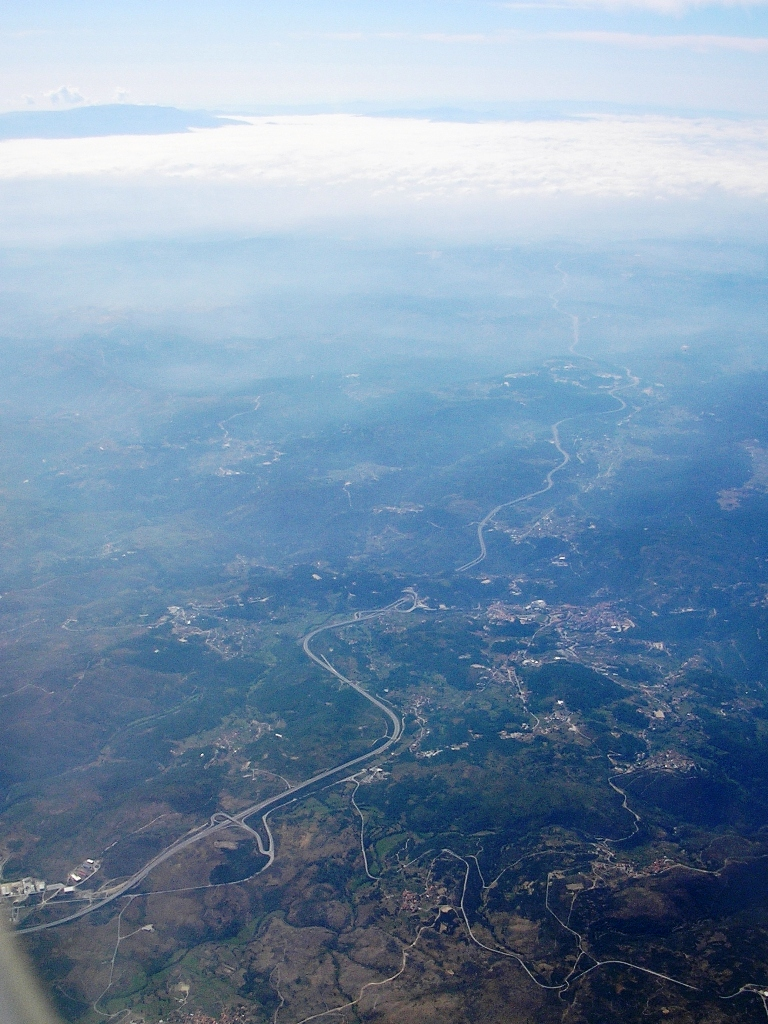
Luftbild des Kreises um die A24 herum

Castro Daire ist Sitz eines gleichnamigen Kreises. Die Nachbarkreise sind (im Uhrzeigersinn im Norden beginnend): Cinfães, Resende, Lamego, Tarouca, Vila Nova de Paiva, Viseu, São Pedro do Sul und Arouca.
Mit der Gebietsreform im September 2013 wurden mehrere Gemeinden zu neuen Gemeinden zusammengefasst, sodass sich die Zahl der Gemeinden von zuvor 22 auf 16 verringerte.
Die folgenden Gemeinden (Freguesias) liegen im Kreis Castro Daire:

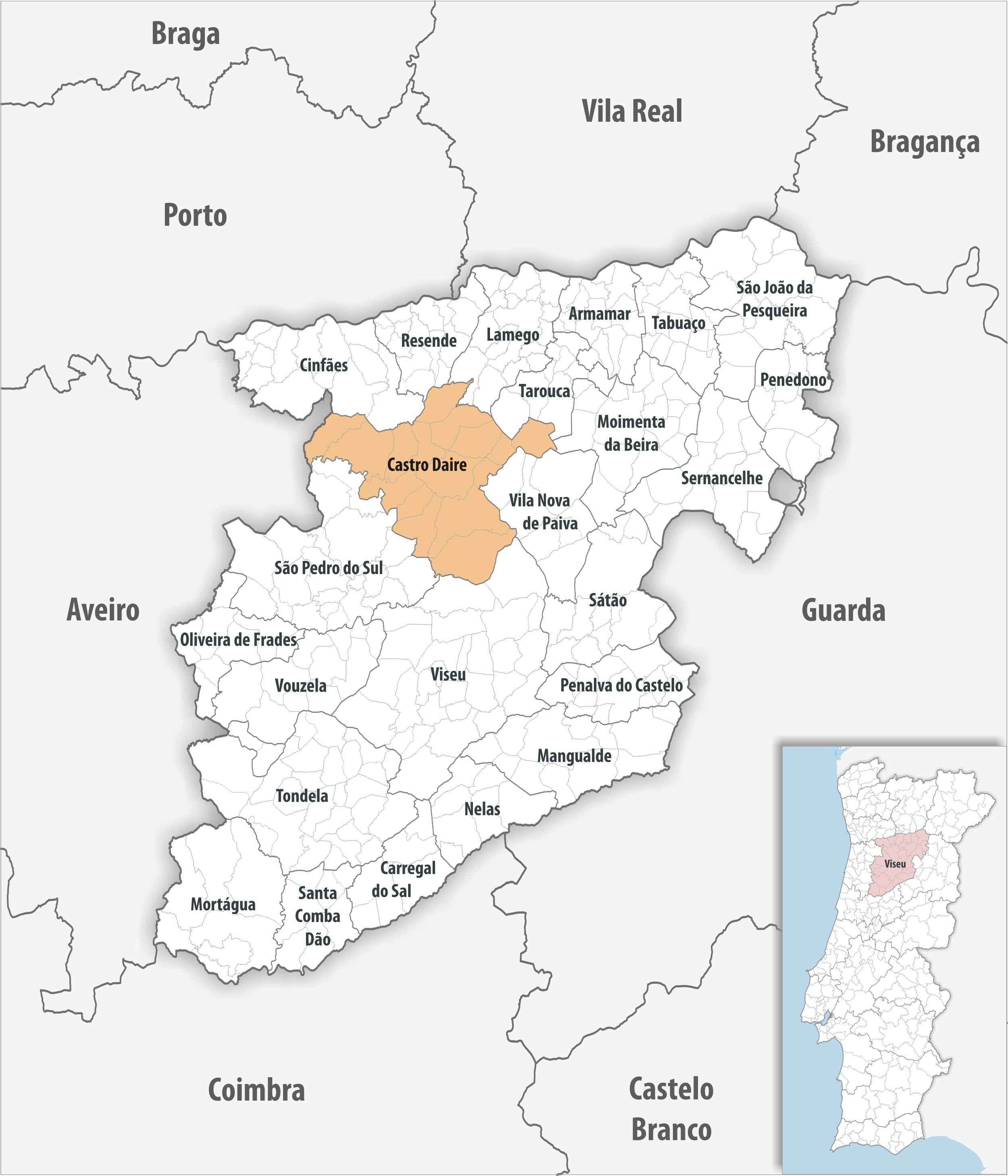
Kreis Castro Daire

| Gemeinde                  | Einwohner (2021) | Fläche km² | Dichte Einw./km² | LAU- Code |
| ------------------------- | ---------------- | ---------- | ---------------- | --------- |
| Almofala                  | 222              | 18,60      | 12               | 180301    |
| Cabril                    | 335              | 22,02      | 15               | 180303    |
| Castro Daire              | 4.557            | 32,53      | 140              | 180304    |
| Cujó                      | 245              | 8,46       | 29               | 180305    |
| Gosende                   | 368              | 20,46      | 18               | 180309    |
| Mamouros, Alva e Ribolhos | 1.188            | 23,65      | 50               | 180323    |
| Mezio e Moura Morta       | 532              | 22,65      | 23               | 180324    |
| Mões                      | 1.691            | 44,15      | 38               | 180312    |
| Moledo                    | 1.049            | 46,99      | 22               | 180313    |
| Monteiras                 | 404              | 21,13      | 19               | 180314    |
| Parada de Ester e Ester   | 744              | 40,25      | 18               | 180325    |
| Pepim                     | 245              | 11,93      | 21               | 180317    |
| Picão e Ermida            | 415              | 15,95      | 26               | 180326    |
| Pinheiro                  | 669              | 19,60      | 34               | 180319    |
| Reriz e Gafanhão          | 724              | 22,62      | 32               | 180327    |
| São Joaninho              | 348              | 8,06       | 43               | 180322    |
| Kreis Castro Daire        | 13.736           | 379,05     | 36               | 1803      |

### Bevölkerungsentwicklung
| Einwohnerzahl im Kreis Castro Daire (1801–2011) | Einwohnerzahl im Kreis Castro Daire (1801–2011) | Einwohnerzahl im Kreis Castro Daire (1801–2011) | Einwohnerzahl im Kreis Castro Daire (1801–2011) | Einwohnerzahl im Kreis Castro Daire (1801–2011) | Einwohnerzahl im Kreis Castro Daire (1801–2011) | Einwohnerzahl im Kreis Castro Daire (1801–2011) | Einwohnerzahl im Kreis Castro Daire (1801–2011) | Einwohnerzahl im Kreis Castro Daire (1801–2011) | Einwohnerzahl im Kreis Castro Daire (1801–2011) |
| ----------------------------------------------- | ----------------------------------------------- | ----------------------------------------------- | ----------------------------------------------- | ----------------------------------------------- | ----------------------------------------------- | ----------------------------------------------- | ----------------------------------------------- | ----------------------------------------------- | ----------------------------------------------- |
| 1801                                            | 1849                                            | 1900                                            | 1930                                            | 1960                                            | 1981                                            | 1991                                            | 2001                                            | 2011                                            |                                                 |
| 2.504                                           | 9.603                                           | 21.274                                          | 24.076                                          | 25.031                                          | 20.411                                          | 18.156                                          | 16.990                                          | 15.339                                          |                                                 |

### Kommunaler Feiertag
- 29. Juni

## Verkehr
Castro Daire liegt an der Autobahn A24 und an der Nationalstraße N228.
Der Ort ist in das landesweite Busnetz der Rede Expressos eingebunden.
Einen eigenen Anschluss an das Eisenbahnnetz des Landes besitzt der Ort nicht, der nächstgelegene Bahnhof ist Viseu.

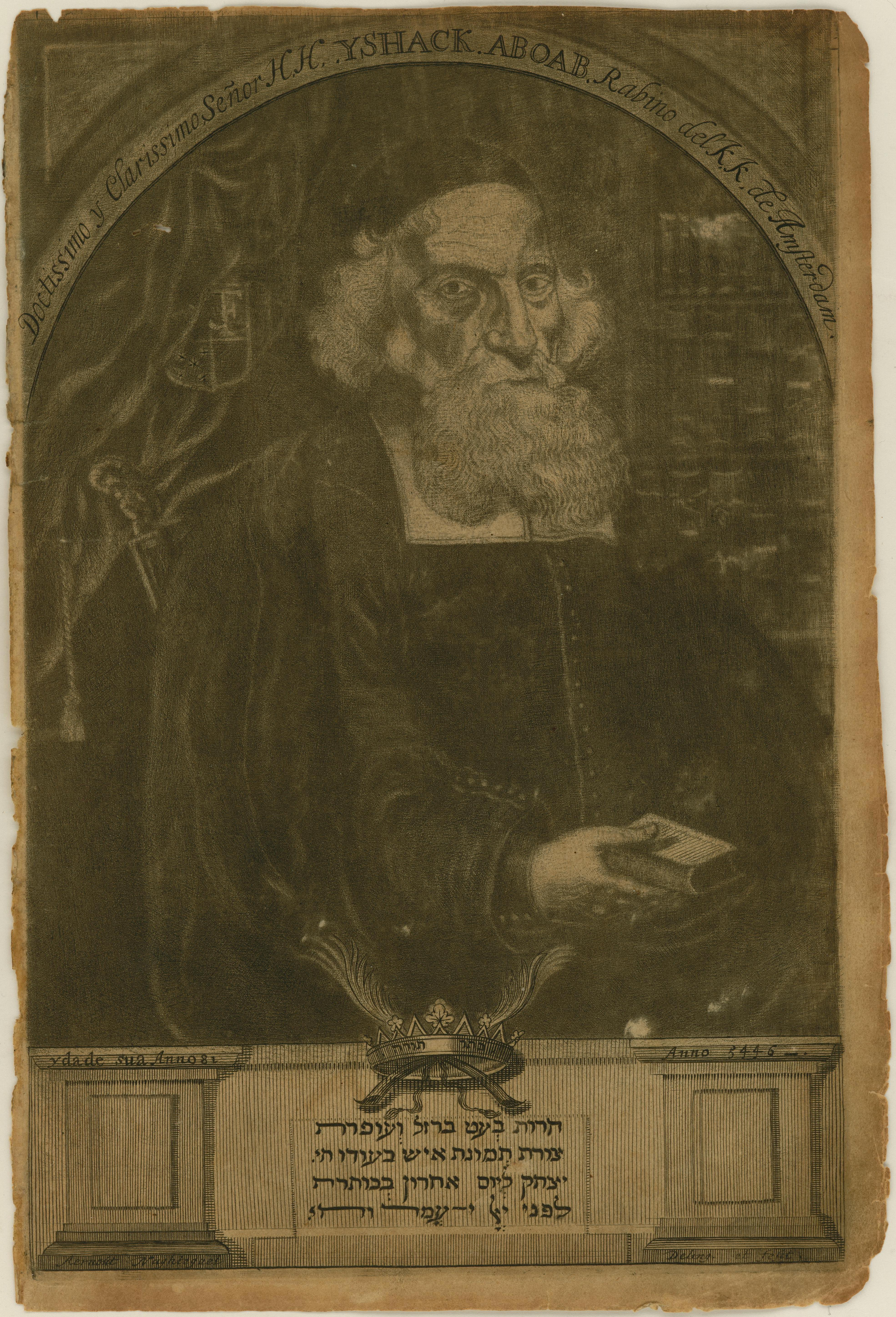
Isaac Aboab da Fonseca

## Söhne und Töchter
- Isaac Aboab da Fonseca (1605–1693),  Gelehrter, Kabbalist und Schriftsteller, erster Rabbi Amerikas
- João Crisóstomo Gomes de Almeida (1900–1996), Weihbischof von Viseu
- Joaquim Rodrigues da Cunha (1915–1972), Geistlicher und Schriftsteller
- Abílio Pereira de Carvalho (* 1939), Hochschullehrer, Historiker und Autor
- Manuel da Rocha Felício (* 1947), Bischof von Guarda
- Luis Carlos Pereira Carneiro (* 1988), Fußballspieler